# Citibank Canada
Citibank Canada ist eine Niederlassung der amerikanischen Großbank Citigroup. Das Unternehmen hat seinen Sitz im Citigroup Place, Toronto, Kanada. Das Unternehmen beschäftigt in Kanada rund 4500 Mitarbeiter und ist seit 1954 in diesem Land vertreten. 

## Geschäftsbereiche
- Citigroup Global Markets
- Investmentbanking
- Corporate Banking
- Konsumentenkredite
- Kreditkarten
- Privat- und Geschäftskonten
- Versicherungen

## Niederlassungen
Die Citibank betreibt eine Filiale in jeder größeren Stadt in Kanada. Größere Niederlassungen außerhalb Torontos befinden sich in:
- Montreal
- Calgary
- London (Ontario)
- Vancouver

## Mitgliedschaften
Die Citibank Canada ist Mitglied der Canadian Bankers Association (CBA) und registriertes Mitglied im Canada Deposit Insurance Corporation (CDIC).